# Du Maurier Open 1998
Du Maurier Open 1998 — тенісний турнір, що проходив на відкритих кортах з твердим покриттям. Це був 110-й турнір Canada Masters. Належав до категорії Super 9 в рамках Туру ATP 1998 і 1-ї категорії в рамках Туру WTA 1998. Чоловічі змагання відбулись у National Tennis Centre у Торонто (Канада) з 3 до 10 серпня 1998 року, тоді як жіночі — в du Maurier Stadium в Монреалі (Канада) з 17 серпня до 23 серпня 1998 року.

## Фінальна частина

### Одиночний розряд, чоловіки
Патрік Рафтер —  Ріхард Крайчек 7–6(7–3), 6–4
- Для Рафтера це був 4-й титул за сезон і 11-й — за кар'єру.

### Одиночний розряд, жінки
Моніка Селеш —  Аранча Санчес Вікаріо 6–3, 6–2
- Для Селеш це був 1-й титул за рік і 47-й — за кар'єру.

### Парний розряд, чоловіки
Мартін Дамм /  Джим Грабб —  Елліс Феррейра /  Рік Ліч 6–7, 6–2, 7–6
- Для Дамма це був 3-й титул за сезон і 14-й — за кар'єру. Для Грабба це був 3-й титул за сезон і 25-й — за кар'єру.

### Парний розряд, жінки
Мартіна Хінгіс /  Яна Новотна —  Яюк Басукі /  Кароліна Віс 6–3, 6–4
- Для Хінгіс це був 12-й титул за сезон і 37-й — за кар'єру. Для Новотної це був 9-й титул за сезон і 102-й — за кар'єру.